# Dean Stoneman
Dean Colin Stoneman (Croydon, 24 de julho de 1990) é um [automobilista]] britânico. Ele atualmente está pilotando para a equipe Andretti Autosport na Indy Lights.
Stoneman disputou algumas etapas da temporada de 2014 da GP3 Series, e da temporada de 2015 da GP2 Series.